# Бягство в Ропотамо
„Бягство в Ропотамо“ е български игрален филм (мюзикъл) от 1973 година на режисьора Рангел Вълчанов, по сценарий на Борис Априлов и Рангел Вълчанов. Оператор е Атанас Тасев. Музиката във филма е композирана от Иван Стайков.

## Сюжет
Популярната певица Лина Димова (Наталия Маркова) изчезва след успешен концерт. Тя заминава за морето, представя се за „няма“ и заживява в къщичката на бай Манол (Георги Калоянчев), на устието на река Ропотамо. На отсрещния бряг е домът на бай Спиро (Константин Коцев). Двамата старци са в непрекъсната вражда. Да не остане по-назад, бай Спиро също си намира гостенин. Това е Ян Добровски (Димитър Ташев) – мореплавател. Лина и Ян се харесват, излизат на разходки. Идва празникът на вятъра – ден, в който всички хора стават добри. Всички взимат участие в тържествата в близкото селище. Там Лина е разпозната. Ян трябва да замине. Лина остава сама на морския бряг.

## Състав

### Актьорски състав
| Изпълнител         | Роля             |
| ------------------ | ---------------- |
| Наталия Маркова    | Лина             |
| Димитър Ташев      | Ян               |
| Георги Калоянчев   | Бай Манол        |
| Константин Коцев   | Бай Спиро        |
| Иван Кондов        | Другаря Велев    |
| Ицхак Финци        | Доктор С. Пенков |
| Стоянка Мутафова   | Циганката        |
| Григор Вачков      | Юсуф             |
| Христо Динев       | Старецът         |
| Георги Попов       | Пантерата        |
| Анастасия Ковачева | Иванка           |
| Джоко Росич        | Шофьорът         |
| Регина Юпитер      | Мария            |
| Иван Цветарски     | Здравенякът      |
| Бранимира Антонова | Хане             |
| Весела Шишманова   | Дамата           |

### Творчески и технически екип
| Режисьор                    | Рангел Вълчанов |
| Сценарий                    | Рангел Вълчанов Борис Априлов                                                                                           |
| Оператор                    | Атанас Тасев |
| Редактор                    | Георги Мишев |
| Музика                      | Иван Стайков |
| Художник                    | Богомил Янчулев |
| Костюми                     | Евгения Комисаренко |
| Звук                        | Емил Павлов |
| Тонрежисьор                 | Михаил Люкцанов |
| Звукотехник                 | Панайот Касабов |
| Монтаж                      | Ани Радичева |
| Грим                        | Николина Воденичарова                                                                                                   |
| Втори режисьор              | Мария Русева |
| Асистент-режисьори          | Тодорка Смедовска Снежанка Тасева                                                                                       |
| Асистент-оператори          | Иван Иванов Огнян Петков Атанас Димитров                                                                                |
| Асистент по монтажа         | София Гугушева |
| Гардероб                    | Йонка Турсунова |
| Реквизит                    | Гаро Гарабедян |
| Осветление                  | Константин Константинов                                                                                                 |
| Фотограф                    | Илия Игнатов |
| Организатори                | Юрий Милев Мария Бонева                                                                                                 |
| Директор                    | Никола Велев |
| Със специалното участие на: | Балетен състав: Държавен музикален театър „Стефан Македонски“                                                           |
| Песните изпълняват          | Мими Николова Боян Иванов Борис Гуджунов Сборен симфоничен оркестър и оркестърът на Густав Бром Диригент: Емил Георгиев |
| Текст на песните            | Панчо Панчев Марко Ганчев Борис Априлов Рангел Вълчанов                                                                 |
| Distributed by              | Българска кинематография Студия за игрални филми Творчески колектив „МЛАДОСТ“ /Copyright © 1973/                        |